# Neoitamus splendidus
Neoitamus splendidus är en tvåvingeart som beskrevs av Oldenberg 1912. Neoitamus splendidus ingår i släktet Neoitamus och familjen rovflugor. Inga underarter finns listade i Catalogue of Life.

## Bildgalleri

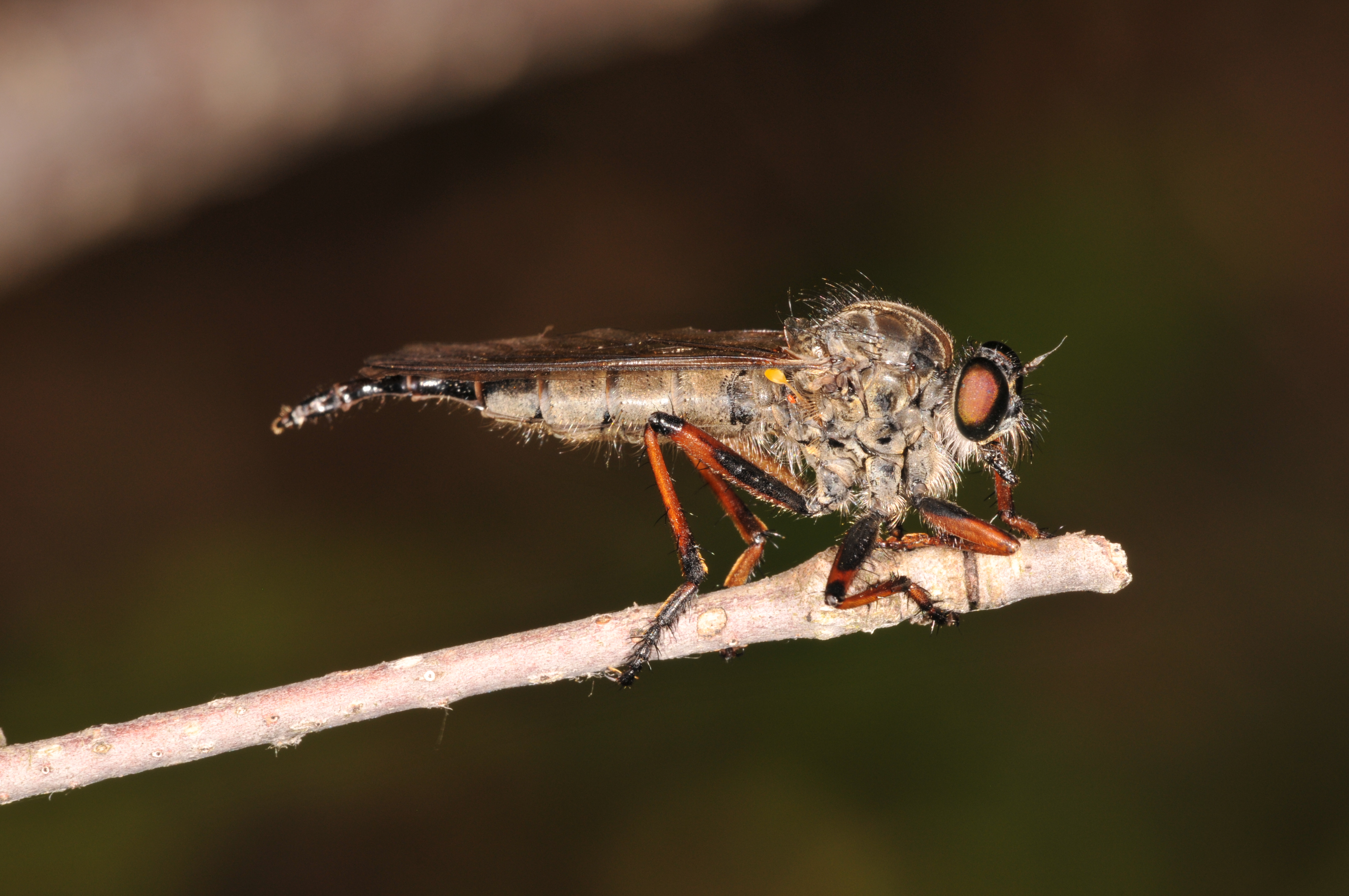
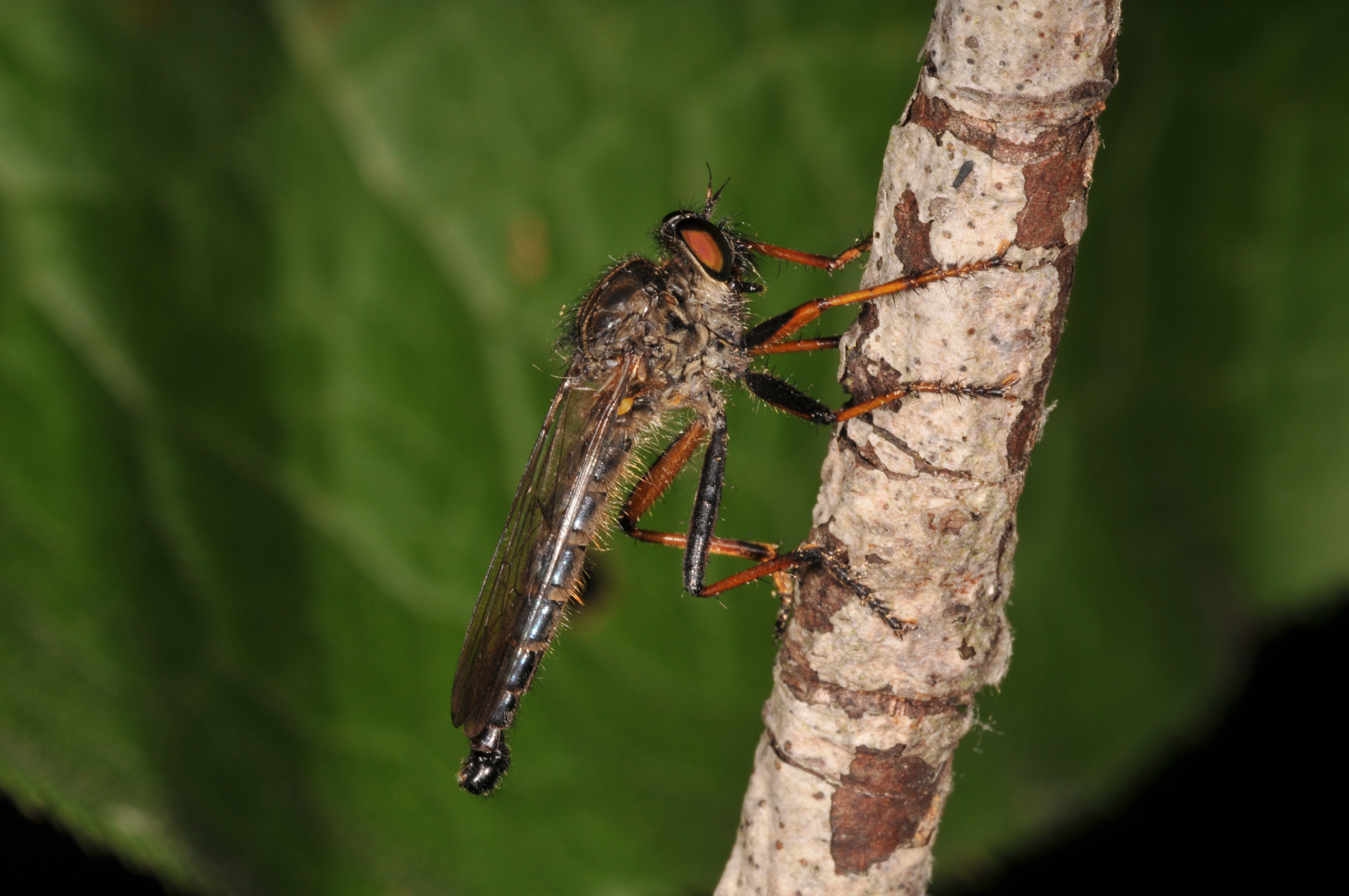